# 2011-es MTV Video Music Awards
A 2011-es MTV Video Music Awards díjátadóját 2011. augusztus 28-án tartották a Los Angeles-i Nokia Theatre-ben. A jelöltek listáját július 20-án tették közzé, a legtöbb jelölést (10) Katy Perry kapta, őt Adele és Kanye West követi 7 jelöléssel. A legtöbb díjjal Katy Perry és Adele távozhatott, előbbi megkapta az év videójáért járó díjat, utóbbi pedig csak szakmai kategóriákban nyert. Két díjat kapott Britney Spears és Lady Gaga is.
A díjátadón fellépett Beyoncé is, fellépése végén jelentette be, hogy terhes. Ez több rekord megdöntését eredményezte: a Twitteren az egy másodperc alatt megírt üzenetek rekordját döntötte meg 8868 tweettel; az MTV szerint a bejelentés a 2011-es díjátadót a csatorna legnézettebb műsorává tette, 12,4 milliós nézőközönséggel; a Google később közölte, hogy augusztus 29-től szeptember 4-ig terjedő időszakban a legtöbbször keresett kifejezés a "Beyonce terhes" volt.

## Jelölések
A jelöltek listáját 2011. július 20-án tették közzé.

### Az év videója
Katy Perry — Firework
- Adele — Rolling in the Deep
- Beastie Boys — Make Some Noise
- Bruno Mars — Grenade
- Tyler, the Creator — Yonkers

### Legjobb férfi videó
Justin Bieber — U Smile
- Eminem (közreműködik Rihanna) — Love the Way You Lie
- Cee Lo Green — Fuck You!
- Bruno Mars — Grenade
- Kanye West (közreműködik Rihanna és Kid Cudi) — All of the Lights

### Legjobb női videó
Lady Gaga — Born This Way
- Adele — Rolling in the Deep
- Beyoncé — Run the World (Girls)
- Nicki Minaj — Super Bass
- Katy Perry — Firework

### Legjobb új előadó
Tyler, the Creator — Yonkers
- Big Sean (közreműködik Chris Brown) — My Last
- Foster the People — Pumped Up Kicks
- Kreayshawn — Gucci Gucci
- Wiz Khalifa — Black and Yellow

### Legjobb pop videó
Britney Spears — Till the World Ends
- Adele — Rolling in the Deep
- Bruno Mars — Grenade
- Katy Perry — Last Friday Night (T.G.I.F.)
- Pitbull (közreműködik Ne-Yo, Nayer és Afrojack) — Give Me Everything

### Legjobb rock videó
Foo Fighters — Walk
- The Black Keys — Howlin' for You
- Cage the Elephant — Shake Me Down
- Foster the People — Pumped Up Kicks
- Mumford & Sons — The Cave

### Legjobb hiphopvideó
Nicki Minaj — Super Bass
- Chris Brown (közreműködik Lil Wayne és Busta Rhymes) — Look at Me Now
- Lupe Fiasco — The Show Goes On
- Lil Wayne (közreműködik Cory Gunz) — 6 Foot 7 Foot
- Kanye West (közreműködik Rihanna és Kid Cudi) — All of the Lights

### Legjobb közreműködés
Katy Perry (közreműködik Kanye West) — E.T.
- Chris Brown (közreműködik Lil Wayne és Busta Rhymes) — Look at Me Now
- Nicki Minaj (közreműködik Drake) — Moment 4 Life
- Pitbull (közreműködik Ne-Yo, Nayer és Afrojack) — Give Me Everything
- Kanye West (közreműködik Rihanna és Kid Cudi) — All of the Lights

### Legjobb rendezés
Beastie Boys — Make Some Noise (rendező: Adam Yauch)
- Thirty Seconds to Mars — Hurricane (rendező: Bartholomew Cubbins)
- Adele — Rolling in the Deep (rendező: Sam Brown)
- Eminem (közreműködik Rihanna) — Love the Way You Lie (rendező: Joseph Kahn)
- Katy Perry (közreműködik Kanye West) — E.T. (rendező: Floria Sigismondi)

### Legjobb koreográfia
Beyoncé — Run the World (Girls) (koreográfus: Frank Gatson, Sheryl Murakami és Jeffrey Page)
- Lady Gaga — Judas (koreográfus: Laurieann Gibson)
- LMFAO (közreműködik Lauren Bennett és GoonRock) — Party Rock Anthem (koreográfus: Hokuto Konishi)
- Bruno Mars — The Lazy Song (koreográfusok: Bruno Mars és a Poreotics)
- Britney Spears — Till the World Ends (koreográfus: Brian Friedman)

### Legjobb speciális effektek
Katy Perry (közreműködik Kanye West) — E.T. (speciális effektek: Jeff Dotson for Dot & Effects)
- Chromeo — Don't Turn the Lights On (speciális effektek: The Mill)
- Linkin Park — Waiting for the End (speciális effektek: Ghost Town Media)
- Manchester Orchestra — Simple Math (speciális effektek: Daniels)
- Kanye West (közreműködik Dwele) — Power (speciális effektek: Nice Shoes and ArtJail)

### Legjobb művészi rendezés
Adele — Rolling in the Deep (művészi rendező: Nathan Parker)
- Death Cab for Cutie — You Are a Tourist (művészi rendezők: Nick Gould, Tim Nackashi és Anthony Maitz)
- Lady Gaga — Judas (művészi rendező: Amy Danger)
- Katy Perry (közreműködik Kanye West) — E.T. (művészi rendező: Jason Fijal)
- Kanye West (közreműködik Dwele) — Power (művészi rendező: Babak Radboy)

### Legjobb vágás
Adele — Rolling in the Deep (vágó: Art Jones at Work)
- Thirty Seconds to Mars — Hurricane (vágók: Jared Leto, Frank Snider, Michael Bryson, Stefanie Visser and Daniel Carberry)
- Manchester Orchestra — Simple Math (vágó: Daniels)
- Katy Perry (közreműködik Kanye West) — E.T. (vágó: Jarrett Fijal)
- Kanye West (közreműködik Rihanna és Kid Cudi) — All of the Lights (vágó: Hadaya Turner)

### Legjobb operatőr
Adele — Rolling in the Deep (operatőr: Tom Townend)
- Thirty Seconds to Mars — Hurricane (operatőrök: Benoît Debie, Jared Leto, Rob Witt és Daniel Carberry)
- Beyoncé — Run the World (Girls) (operatőr: Jeffrey Kimball)
- Eminem (közreműködik Rihanna) — Love the Way You Lie (operatőr: Christopher Probst)
- Katy Perry — Teenage Dream (operatőr: Paul Laufer)

### Legjobb mondanivalót tartalmazó videó
Lady Gaga — Born This Way
- Eminem (közreműködik Rihanna) — Love the Way You Lie
- Katy Perry — Firework
- Pink — Fuckin' Perfect
- Rise Against — Make It Stop (September's Children)
- Taylor Swift — Mean

### Legjobb latin művész
Wisin & Yandel — Zun Zun Rompiendo Caderas
- Don Omar és Lucenzo — Danza Kuduro
- Enrique Iglesias (közreműködik Ludacris és DJ Frank E) — Tonight (I'm Lovin' You)
- Maná — Lluvia al Corazón
- Prince Royce — Corazón Sin Cara

### Életmű-díj
Britney Spears

## Fellépők
- Adele
- Chris Brown
- Lady Gaga
- Lil Wayne
- Bruno Mars
- Young the Giant

## Hivatalos oldal
- Hivatalos weboldal Archiválva 2015. február 3-i dátummal a Wayback Machine-ben

## Fordítás
- Ez a szócikk részben vagy egészben  a(z)   2011 MTV Video Music Awards című angol Wikipédia-szócikk fordításán alapul.  Az eredeti cikk szerkesztőit annak laptörténete sorolja fel. Ez a jelzés csupán a megfogalmazás eredetét és a szerzői jogokat jelzi, nem szolgál a cikkben szereplő információk forrásmegjelöléseként.